# Jakub Schikaneder
Jakub (ou Jakob) Schikaneder, né le 27 février 1855 à Prague et mort le 15 novembre 1924 dans la même ville, est un peintre bohémien.

## Biographie
Schikaneder est issu de la famille d'un douanier allemand. Malgré la pauvreté du milieu familial, il a pu poursuivre ses études, en partie grâce à l'amour de sa famille pour l'art ; un de ses ancêtres était Urban Schikaneder, le frère aîné du librettiste Emanuel Schikaneder. Après avoir terminé ses études à Prague et à Munich (1871-1879), Schikaneder, aux côtés d'Emanuel Krescenc Liška (en), participe à l'aménagement de la loge royale au Théâtre national de Prague, mais cette œuvre se perd  dans l'incendie de 1881. Après son travail au Théâtre national, Schikaneder voyage à travers l'Europe, visitant l'Allemagne, l'Angleterre, l'Écosse, les Pays-Bas, la Suisse, l'Italie et la France. De 1891 à 1923, il enseigne au Collège des Beaux-Arts de Prague. Schikaneder a fait partie des admirateurs de l'école de Munich de la fin du XIXe siècle.
Il meurt en 1924 et est enterré au cimetière de Vinohrady (en) à Prague.

## Œuvres

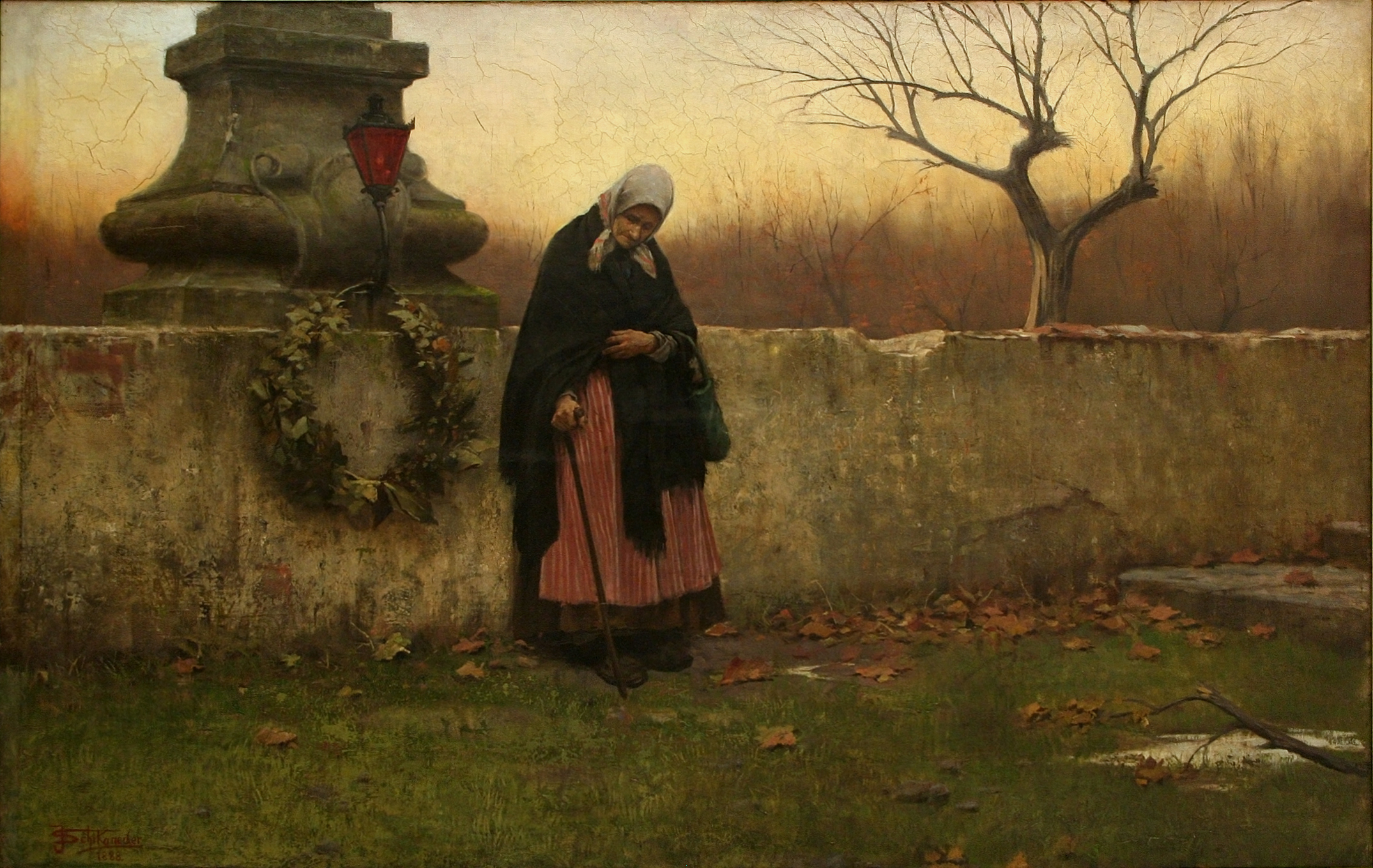
Toussaint, 1888

Schikaneder est connu pour ses peintures tamisées de l'extérieur, souvent d'humeur solitaire. Ses peintures mettent souvent en scène des figures pauvres et exclues. Les motifs préférés de Schikaneder étaient l'automne et l'hiver, les coins et les ruelles de la ville de Prague et les rives de la Vltava (souvent à la lumière du soir, ou enveloppées dans la brume). Sa première œuvre connue fut le tableau monumental Repentance of the Lollards (2,5 × 4 m, perdu). La Galerie nationale de Prague a organisé une exposition de ses peintures de mai 1998 à janvier 1999.

### Œuvres choisies
- Le triste chemin, 1886-1887
- Société sur la terrasse, 1887
- Un meurtre dans la maison, 1890
- Soirée dans le jardin, 1907-1909